# Рощинский (Самарская область)
Ро́щинский — посёлок городского типа в Волжском районе Самарской области России. Образует городское поселение Рощинский.
Население — 8128 чел. (2021).

## История
Населённый пункт Черноречье был образован в 1932 году. На этой территории была расположена небольшая деревушка, всего несколько домов.
В 1933 года образовалась воинская часть. Офицеры проживали в сборно-щитовых домах, а солдаты и сержанты в сборно-щитовых казармах. Шли года, городок разрастался, в 1960—1970 годах увеличилось количество воинских частей. К тому времени было построено 10 домов, магазин, детский сад.
Среди частей были: отдельный автомобильный батальон, 118 учебный мотострелковый  полк, 311 учебный танковый  полк, которые непосредственно готовили специалистов для отправки в Западную группу войск Германия.

### Старожилы о посёлке
«…1964 год. Наш посёлок являлся отделением совхоза «Самарский» и назывался «Колупаевка». Численность населения составляла 167 человек. Отстраивался 2 дом для военнослужащих и членов их семей, ранее был построен 1 дом, где находился штаб танкового полка. Школы, почты в посёлке не было. Детей возили в Просветскую школу совхоза «Самарский» на танке, и на нём ездил почтальон за почтой. Водопровода в посёлке не было, питьевую воду привозили 1- 2 раза в неделю. Обед готовили на электрических плитах. Горячей воды не было, её нагревали кипятильниками. Мылись в бане, которая находилась на берегу озера. У каждой семьи был свой банный день. Солдат возили в городскую баню. Для них на территории части находился фельдшерский пункт, а гражданское население и военнослужащие лечились в Дубовом Умёте. Праздники отмечали в офицерском кафе «Загадка». Собирались всем посёлком, потому что жили очень дружно. Природа в окрестностях была удивительно красивой. Много грибов: груздей, опят, маслят, сморчков и ягод земляники собирали каждую осень и лето жители посёлка. Лоси, косули, зайцы, лисы не ждали от человека беды. Косули без боязни подходили к домикам - хаткам и люди кормили их кусочком хлеба, круто посыпанного солью. В озёрах вода была очень чистой, в них вечерами купались, летом разводили карпов. И часто, летними вечерами, за длинным деревянным столом, при уличном освещении, варили уху, шутили, смеялись, рассказывали друг - другу о своём детстве…»
«…1977 год. На территории посёлка (численностью 500 человек) находились дома № 2, 3, 4, 5. Под продовольственный, овощной и промтоварный магазины, почту и музыкальную школу было переоборудовано 2-этажное кирпичное здание, в котором 12 лет назад жили военнослужащие со своими семьями. На территории военного городка находились: в/ч 61642 (учебный танковый полк), в/ч 03264 (учебный мотострелковый полк), офицерское кафе, гарнизонный дом офицеров, солдатская столовая и медицинский пункт, где лечились все жители посёлка. Учебный мотострелковый полк был переведён в наш гарнизон из Бузулука в 1978 году и в этом же году, начали строить казармы для солдат. Школы в гарнизоне не было. Школьников возили на автобусах и грузовых автомобилях в соседнее село „Просвет“. В дома, к этому времени, провели воду и газ (1973 г.), который привозили и хранили в резервуаре между 2 — 3 домами, установили газовые колонки для нагрева воды. Озеро между 3 и 4 домами отличалось чистотой и богатством животного и растительного мира. В нём водились карпы, сазаны, в окрестностях посёлка встречались кабаны, волки, зайцы, дикие козы, много земляники и грибов. Детей рожали в городе, в Красном Кресте. Умерших хоронили в совхозе „Самарский“, либо увозили хоронить на родину…».

### Дальнейшее развитие
В связи с объединением Германии 1 июля 1990 года в рамках договора между Правительствами Федеративной Республики Германия и Российской Федерации было принято решение о переводе 100 тысяч российских военнослужащих из Восточной Германии в Россию. Финансирование строительства жилья в разных регионах России для военнослужащих и членов их семей взяло на себя правительство Германии. Проект Черноречья около Самары, являлся одним из самых больших тендеров в рамках данного договора. Инженерное обеспечение этого громадного проекта был осуществлён фирмой «А.О. ТЕКFEN-инжениринг».
Городок Черноречье начал строиться и расширяться в 1990-е годы, а с июня 2002 года стал называться посёлок Рощинский и получил согласно Постановлению правительства № 110 статус военного закрытого городка. В осуществлении этого проекта участвовало до 6500 людей в день и было привлечено 75 турецких и других иностранных субподрядчиков.
Общие данные:
- Заказчик: Министерство обороны Российской Федерации.
- Место: Черноречье. Самарская область. Российская Федерация.
- Стоимость проекта: 265 797 144 немецких марок.
- Число подписания договора: 10 февраля 1993.
- Длительность проекта: 30 месяцев.

Сегодня в городке 1910 квартир, в которых проживает около 12 тысяч человек.

## Население
| 2002    | 2010    | 2012    | 2013    | 2014    | 2015    | 2016    | 2017    | 2018    |
| ------- | ------- | ------- | ------- | ------- | ------- | ------- | ------- | ------- |
| 12 878  | ↘11 920 | ↘11 725 | ↘11 330 | ↘11 057 | ↗11 114 | ↘11 103 | ↘10 903 | ↘10 879 |
| 2019    | 2020    | 2021    |         |         |         |         |         |         |
| ↗11 206 | ↗11 653 | ↘8128   |         |         |         |         |         |         |

## Социальная сфера
- Больничный комплекс на 200 коек

(территорией 6000 м 370-й военный госпиталь по праву можно считать предметом гордости медицинской службы Приволжско-Уральского военного округа. Закуплено современное оборудование. Одно из последних приобретений — реанимобиль, стоимостью пятьсот тысяч рублей. По воспоминаниям заместителя начальника госпиталя по медицинской части полковника Мундира Ахметшина, самым напряжённым для госпиталя периодом была вторая Чеченская война. Чернореченские врачи приняли около 60 бортов с ранеными и больными, доставленными из зоны боевых действий.
- Гостиница и общежитие на 350 спальных мест (12000 м²).
- Два детских сада на 660 мест (14000 м²).
- Спортивный комплекс, включающий бассейн (25 метров, 4 дорожки).
- Школа — 44 классных помещения, 2 спортзала и один конференц-зал. Учится 1550 учащихся. Открыта в январе 1995 года.

В городке есть дом быта, гарнизонный дом офицеров, офисные здания, хлебозавод, который может выпускать 20 тонн хлебопродуктов и кондитерских изделий в день.
В июле 2000 года архиепископом Самарским и Сызранским Сергием было освящено место под строительство воинского православного храма в честь Николая Чудотворца. Храм, строившийся с 2001 года, был открыт 14 января 2004 года. Построен храм на добровольные пожертвования прихожан и мирян церкви, часть средств на строительство перечислила и районная Администрация.
В гарнизонном доме офицеров городка планируется открытие музея «Боевой славы».

## Жилые дома
В новом городке 1910 квартир в 149 зданиях (подвал и 5 этажей) собраны в 24 блоках. Жилая площадь квартир, состоящих из шести разных типов меняется от 45 м² до 90 м². Общая строительная площадь составляет 202 000 м². Здания строились по технологии туннельной опалубки с использованием сборных изоляционных элементов фасада. Материалы для строительных работ поставлялись из России, а для отделочных работ из Турции, Германии, Финляндии и других стран.

## Военные части
В настоящее время в посёлке Рощинский размещаются:
- 15-я отдельная гвардейская мотострелковая бригада
- 30-я отдельная мотострелковая бригада

Многие части участвовали в военных операциях в республиках Таджикистан (1992 год), Чечня (с 1995 года по настоящее время), в крае Косово (1999—2002 годы), Абхазия (с 2006 года по сей день), Южная Осетия (2008 год). Многие офицеры 15 миротворческой бригады принимали участие в обучении солдат в странах Африки.
Работает Рощинский военный полигон.